# Paderno (Paderno Dugnano)
Paderno (Paderna in dialetto milanese) è un quartiere di Paderno Dugnano, nonché una delle due componenti principali assieme a Dugnano. Confina a sud con Cusano Milanino, a nord con Dugnano, a ovest col Villaggio Ambrosiano e a est con la Cascina Calderara.

## Storia
A lungo comune autonomo della Pieve di Desio, venne unito a Dugnano brevemente nel periodo napoleonico.
Dopo l'Unità d'Italia, nel 1862, il comune di Paderno assunse la nuova denominazione di «Paderno Milanese», per distinguersi da altre località omonime.
Nel 1869 al comune di Paderno Milanese vennero aggregati i soppressi comuni di Dugnano, Cassina Amata, Palazzolo Milanese e Incirano; in conseguenza di ciò, nel 1886 il comune assunse la nuova denominazione di Paderno Dugnano.

## Monumenti e luoghi d'interesse
- Chiesa parrocchiale di Santa Maria Nascente, ricostruita nella prima metà del XX secolo e consacrata nel 1934.